# Guilherme Liberato
Guilherme Liberato Tomás de Aquino (San Paolo, 16 giugno 2001) è un calciatore brasiliano, centrocampista del Moreirense.

## Carriera
Liberato è cresciuto nelle giovanili di Juventus-SP, Cruzeiro e Botafogo. Dal 2023 al 2024 è stato ceduto in prestito a Bangu, Santo André e nuovamente Juventus, dove ha fatto esperienza nelle divisioni inferiori e nei campionati statali brasiliani.
Il 29 giugno 2024 è stato acquistato a titolo definitivo dal Moreirense.

## Statistiche

### Presenze e reti nei club
Statistiche aggiornate al 6 ottobre 2024.
| Stagione        | Squadra         | Campionato      | Campionato | Campionato | Coppe nazionali | Coppe nazionali | Coppe nazionali | Coppe continentali | Coppe continentali | Coppe continentali | Altre coppe | Altre coppe | Altre coppe | Totale | Totale | Totale |
| Stagione        | Squadra         | Comp            | Pres       | Reti       | Comp            | Pres            | Reti            | Comp               | Pres               | Reti               | Comp        | Pres        | Reti        | Pres   | Reti   |        |
| --------------- | --------------- | --------------- | ---------- | ---------- | --------------- | --------------- | --------------- | ------------------ | ------------------ | ------------------ | ----------- | ----------- | ----------- | ------ | ------ | ------ |
| 2023            | Bangu           | A/RJ            | 5          | 0          | -               | -               | -               | -                  | -                  | -                  | -           | -           | -           | 5      | 0      |        |
| 2023            | Santo André     | D               | 11         | 2          | -               | -               | -               | -                  | -                  | -                  | -           | -           | -           | 11     | 2      |        |
| 2024            | Juventus-SP     | A2/SP           | 15         | 2          | -               | -               | -               | -                  | -                  | -                  | -           | -           | -           | 15     | 2      |        |
| 2024-2025       | Moreirense      | PL              | 4          | 0          | CP+CdL          | 0               | 0               | -                  | -                  | -                  | -           | -           | -           | 4      | 0      |        |
| Totale carriera | Totale carriera | Totale carriera | 34         | 4          |                 | 0               | 0               |                    | -                  | -                  |             | -           | -           | 34     | 4      |        |